# Interestatal 74 (Illinois)
La Interestatal 74 (abreviada I-74) es una autopista interestatal ubicada en el estado de Illinois. La autopista inicia en el sur desde la  I 74  US 6  en Moline hacia el norte en la  I 74     en Quincy en Danville. La autopista tiene una longitud de 354,6 km (220.34 mi).

## Mantenimiento
Al igual que las carreteras estatales, las carreteras federales, la Interestatal 74 es administrada y mantenida por el Departamento de Transporte de Illinois por sus siglas en inglés IDOT.

## Cruces
La Interestatal 74 es atravesada principalmente por las siguientes autopistas:

 I 280  US 6  en Moline

 I 80  I 280  en Colona

 I 474  en Peoria

 I 474  en East Peoria

 I 155  cerca de Morton

 I 55  US 51  en Bloomington

 I 57  en Champaign

 US 45  en Urbana